# Кулой (приток Ваги)
Куло́й (Кула) — река в Вологодской и Архангельской области Российской Федерации, правый приток реки Вага (бассейн Северной Двины).
Крупнейшие притоки — Сивчуга (левый), Коленьга (правый), Большая Сельменьга (правый). Рядом с рекой расположен посёлок Кулой Вельского района Архангельской области.
В саамском языке слово «кулл» означает «рыба», «вуой» (с возможным усечением начального мягкого согласного) — «река». В средние века в Тотемском уезде была волость Кулуй. В списке Двинских земель (XV век) ростовского князя Иван Владимировича река упоминается как Колуй.

## Течение

Бассейн Северной Двины

Кулой вытекает из озера Сондужское в центре Вологодской области, к северо-западу от города Тотьмы, на территории Мосеевского сельского поселения. По его территории Кулой течёт сначала на север, потом недалеко от деревни Мартыновская делает крюк и поворачивает на восток, в районе озера Глубокое поворачивает на северо-запад, потом на север, протекает озёра Гладкое, Кочеватое.
На территории Сибирского сельского поселения Верховажского района в Кулой впадает левый приток Верхняя Рогна. Ниже его устья на берегах Кулоя расположено множество деревень: река протекает последовательно мимо деревни Оринодоры, посёлка Рогна, расположенного в устье одноимённой реки, деревень Студенцово, Боярская, Елисеевская, Ивановская. Перед деревней Бирючевская Кулой принимает левый приток Солицу. Пройдя мимо деревень Ряполовская, Козевская, рядом с деревней Захаровская река встречает правый приток — реку Кундеба. Далее следуют деревни Аксеновская, Осташевская, Сакулинская, Ворониха, Харитоновская, Сафроновская.
Возле деревни Кузнецовская река поворачивает на запад и пересекает границу с Нижнекулойским сельским поселением. Возле деревни Клюкинская в Кулой впадает левый приток Пятина, возле Бревновской и Высотинской — Курчевка. Затем Кулой снова поворачивает на север. По берегам располагаются деревни Дьяконовская, Урусовская, Ореховская (напротив устья левого притока Половицы), Герасимовская в устье Челкаса, Щекотовская.
После деревни Ивонинская Кулой пересекает границу Вельского района Архангельской области. Течёт на север, в нижнем течении перед впадением в Вагу поворачивает на запад.
Высота истока — 159,5 м над уровнем моря, устья — 67 м.

## Гидрология
Длина реки — 206 км, площадь бассейна — 3300 км², среднегодовой расход воды в 53 км от устья — 14,29 м³/с.
Питание смешанное, с преобладанием снегового. Замерзает в октябре — ноябре, иногда в декабре, вскрывается в апреле — начале мая.
Ширина реки в верхнем течении около 20—30 метров, в нижнем 50—60 метров. Русло извилистое, образующее большие петли. Течение среднее, местами довольно быстрое, однако пороги отсутствуют.
Система водного объекта: Вага → Северная Двина → Белое море.

## Данные водного реестра
По данным государственного водного реестра России и геоинформационной системы водохозяйственного районирования территории РФ, подготовленной Федеральным агентством водных ресурсов:
- Бассейновый округ — Двинско-Печорский
- Речной бассейн — Северная Двина
- Речной подбассейн — Северная Двина ниже места слияния Вычегды и Малой Северной Двины
- Водохозяйственный участок — Вага

## Притоки
(расстояние от устья)
- 7 км: река Большая Лукша (Лукша)
- 26 км: река Большая Сельменьга (Сельменга, Сельшенга)
- 29 км: река Коленьга (Кленга)
- 46 км: река Сивчуга
- 54 км: река Моленьга
- 63 км: река Терменьга
- 83 км: река Кьяловка
- 96 км: река Кундеба
- 107 км: река Солица
- 128 км: река Рогна
- 160 км: река Сёна (Малая Сёна)
- 166 км: река Юрманьга
- 178 км: река Чертёжница
- 205 км: река Сойга